# 三信商業銀行
三信商業銀行（さんしんしょうぎょうぎんこう）は、台湾の台中市中区に本社のある商業銀行である。前身は日本統治時代の1915年に設立の「有限責任台中信用組合」であり、1946年に「台中市第三信用合作社」となった。1999年1月1日に商業銀行へ昇格し、現在の商号となる。
2006年1月1日には台中県豊原市にあった、「豊原信用合作社」を合併した。
尚、高雄市にある三信家事商業職業学校とは無関係である（当校は「高雄市第三信用合作社（高雄三信）」を主体として設立された職業学校である）。